# Nitrure de niobium
Le nitrure de niobium est un composé chimique de niobium et d'azote (nitrure) de formule chimique NbN. Il s'agit d'une céramique ultraréfractaire. A très basse température (en dessous de 16 K), le nitrure de niobium devient supraconducteur et est utilisé dans les détecteurs infrarouges,,.

## Utilisations
- Le nitrure de niobium est utilisé principalement comme supraconducteur. Les détecteurs qui l'utilisent peuvent détecter un photon unique dans la bande 1-10 micromètres du spectre infrarouge[4], ce qui est important en astronomie et dans les télécommunications. Il peut fonctionner jusqu'à 25 gigahertz.
- Le nitrure de niobium est également utilisé dans les traitements antireflet  absorbants.
- En 2015, il a été déclaré que Panasonic Corp. avait développé un photocatalyseur basé sur le nitrure de niobium qui peut absorber 57 % de la lumière solaire utilisée pour la décomposition de l'eau, dans le but de produire de l'hydrogène utilisé comme carburant dans les piles à combustible[5].